# Partāpur
Partāpur är en ort i Indien.   Den ligger i distriktet Bānswāra och delstaten Rajasthan, i den centrala delen av landet, 600 km sydväst om huvudstaden New Delhi. Partāpur ligger 155 meter över havet och antalet invånare är 10 080.
Terrängen runt Partāpur är platt. Runt Partāpur är det ganska tätbefolkat, med 199 invånare per kvadratkilometer. Partāpur är det största samhället i trakten. Trakten runt Partāpur består till största delen av jordbruksmark.